# Laze pri Domžalah
Laze pri Domžalah so naselje v Občini Domžale.